# The King of Dragons
The King of Dragons (japanska: ザ・キングオブドラゴンズ?) är ett sidscrollande hugg och slå-spel från 1991, utvecklat av Capcom. Man väljer mellan fem olika figurer och tar sig genom Kungariket Malus för att besegra de monster som tagit over, ledda av draken Gildiss, som också utgör slutbossen.
Spelet porterades senare till SNES och släpptes då 1994. Spelet släpptes också som en del av samlingarna Capcom Classics Collection Vol. 2 och Capcom Classics Collection: Reloaded.

### Fotnoter
1. ↑  ”King of Dragons” (på svenska). Nintendomagasinet (Kungsbacka: Atlantic) (5 1994):  sid. 11. maj 1994. Läst 30 april 2014.